# واسلاو موتل
واسلاو موتل (انگلیسی: Václav Mottl; ۱۹ مهٔ ۱۹۱۴ – ۱۶ ژوئن ۱۹۸۲) قایقران کانو اهل چکسلواکی بود.